# Хвойник односемянный
Хво́йник односемя́нный (лат. Ephedra monosperma) — вид кустарников рода Хвойник (Ephedra) монотипного семейства Хво́йниковые, или Эфедровые (Ephedraceae).

## Ботаническое описание

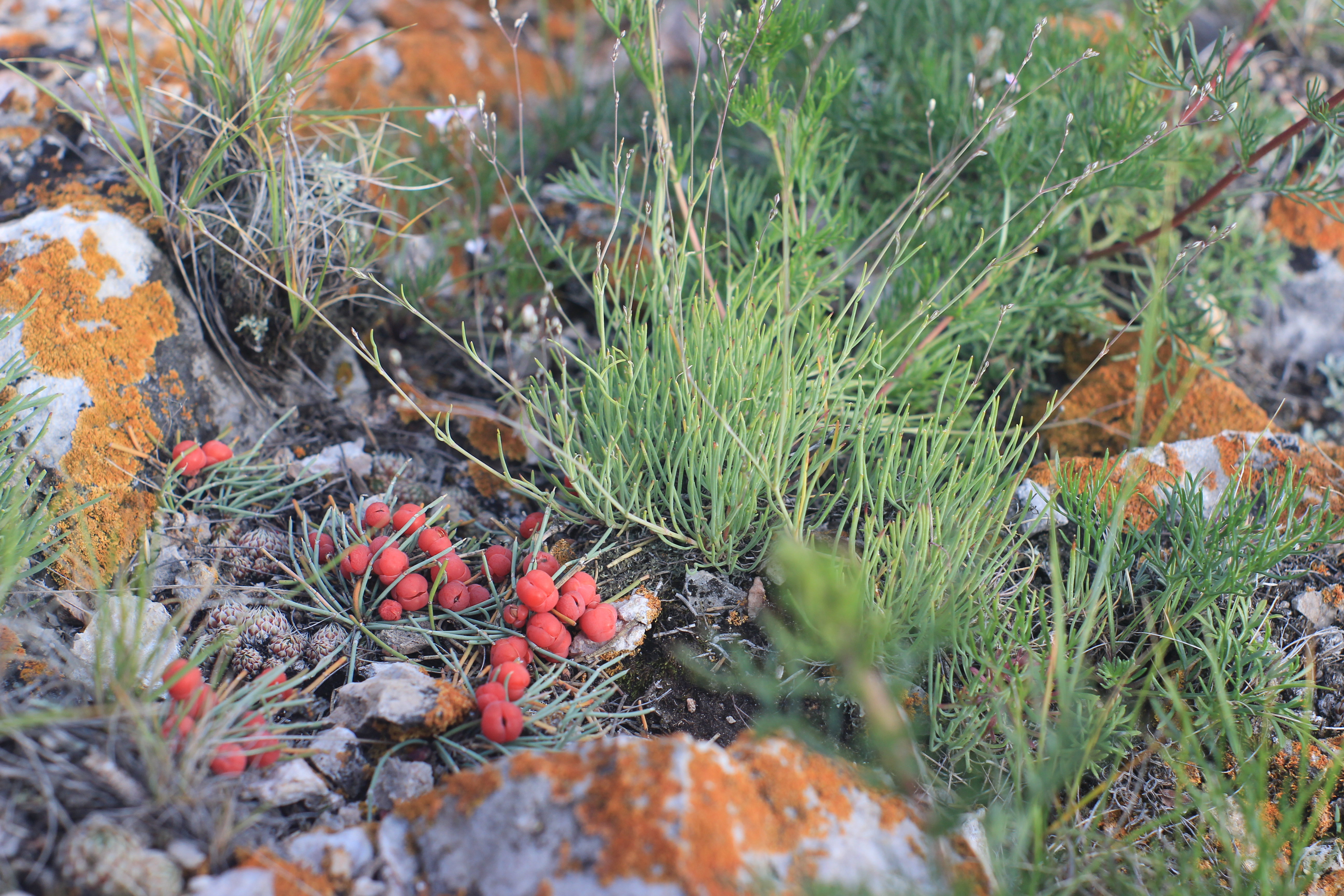
Хвойник односемянный

Кустарничек с длинным, подземным, узловатым, извилистым стволиком, вверху ветвистым, на поверхности оканчивающимся пучком восходящих жёстких ветвей. Веточки желтовато-зелёные, диаметром около 1 мм, длиной до 15—25 см, прямые или изогнутые, тонко-ребристые, междоузлия длиной до 2,5 см.
Листья в числе двух, супротивные, пленчатые, редуцированы до влагалищ.
Мужские колоски собраны по два, обратнояйцевидные, длиной 4—5 мм; пыльники сидячие по 6—8 на тычиночной колонке. Женские колоски на коротких изогнутых ножках, с 2—3 парами прицветников, нижние в основании сращенные, широко-овальные, по краю узко-перепончатые, верхние несколько более короткие, до половины спайные.
Плоды ягодообразные, красные, шаровидные, длиной 6—9 мм. Семена овальные, бурые, длиной 4—6 мм, с обеих сторон внизу выпуклые, в случае двух семян — плоско-выпуклые.
Цветение в июне. Плодоношение в августе.

## Распространение и экология
Ареал вида на территории России охватывает Сибирь и Дальний Восток. Встречается также в Китае, Казахстане, Монголии и Пакистане.
Произрастает по каменистым склонам. Засухоустойчивое, светолюбивое растение. Размножается семенами и отводками. Семена всходят хорошо. 

## Значение и применение
Содержит смолы, дубильные вещества, сахар и алкалоид эфедрин. Другие виды эфедры под названием «кузьмичёвой травы» применяются в народной и официальной медицине.
Хвойник односемянный из-за ничтожных запасов хозяйственного значения не имеет, нуждается в охране от пожаров и истребления. 

## Таксономия
Вид Хвойник односемянный входит в род Хвойник (Ephedra) монотипного семейства Хвойниковые (Ephedrales) монотипного порядка Хвойниковые (Ephedrales).
|                                             |                   |                                               |                        |             |  |  |  |  |                          |  | ещё более 65 видов |
|                                             |                   |                                               |                        |             |  |  |  |  |                          |  |                    |
| монотипный порядок Хвойниковые (Ephedrales) |                   | монотипное семейство Хвойниковые (Ephedrales) |                        | род Хвойник |  |  |  |  |                          |  |                    |
| монотипный порядок Хвойниковые (Ephedrales) |                   |                                               |                        | род Хвойник |  |  |  |  |                          |  |                    |
|                                             | отдел Гнетовидные |                                               |                        |             |  |  |  |  | вид Хвойник односемянный |  |                    |
|                                             | отдел Гнетовидные |                                               |                        |             |  |  |  |  | вид Хвойник односемянный |  |                    |
|                                             |                   |                                               | ещё 2 порядка растений |             |  |  |  |  |                          |  |                    |
|                                             |                   |                                               |                        |             |  |  |  |  |                          |  |                    |